# Snovačkovití
Snovačkovití (Theridiidae) je druhově velmi bohatá čeleď pavouků, zahrnuje více než 2 000 druhů, v našich podmínkách se můžeme setkat s přibližně 60 druhy.
Zadeček snovaček je kulovitý a bývá ve srovnání s hlavohrudí poměrně velký. Nejtypičtějším znakem všech snovaček je řada pilovitých brv na spodní straně chodidlových článků posledního páru noh. Souvisí s přítomností speciálních lepových žláz, jejichž sekret právě těmito brvami stírá ze snovacích bradavek a vrhá jej na vlákna své sítě v rámci příprav své pavučinové pasti, nebo přímo na lapenou kořist, čímž omezuje její pohyb před zaútočením. Chelicery bývají relativně malé. Velikost snovaček kolísá od 1 do 14 mm.
Některé druhy snovaček dokážou stridulovat (vyluzovat zvuk) – zadní okraj jejich hlavohrudi je rýhovaný a přes tyto rýhy může pavouk přejíždět drobnými ostny, umístěnými na přídi zadečku, což má za následek generování zvuku, který je v případě Snovačky pokoutní (Steatoda bipunctata) vnímatelný i pro lidské ucho.
Sítě snovaček bývají různě velké, vždy mají ale podobu trojrozměrné sítě vláken, která je vybudovaná mezi stébly trav, nebo větvičkami stromů či keřů.

## Nejznámější druhy snovaček
- Snovačka jedovatá, též zvaná snovačka kalichová (Latrodectus mactans)
- Snovačka pokoutní (Steatoda bipunctata)
- Snovačka pečující (Theridion impressum)
- Snovačka kalifornská (Latrodectus hesperus)
- Snovačka doubravní (Theridion pallens)
- Snovačka břehová (Achaearanea riparia)
- Snovačka Hasseltova (Latrodectus hasselti)
- Snovačka jedovatá středomořská (Latrodectus tredecimguttatus)